# Spizaetus isidori
L'aquila dal ciuffo nera e castana (Spizaetus isidori (Des Murs, 1845)) è un raro uccello rapace della famiglia degli Accipitridi originario di una fascia di territorio che dal Venezuela giunge fino all'Argentina nord-occidentale.

## Descrizione

### Dimensioni
Misura 60-80 cm di lunghezza e ha un'apertura alare di 144-166 cm.

### Aspetto
Questa grande aquila robusta è immediatamente riconoscibile grazie al suo piumaggio nero e castano, la sua evidente cresta appuntita, le ali lunghe, le zampe di medie proporzioni e gli artigli potenti. I sessi sono identici, ma la femmina è più grande del maschio del 4-14%. I giovani sono ben identificabili, in quanto acquisiscono il piumaggio da adulti solo dopo 4 anni.
Negli adulti, la testa, la cresta, la gola e le parti superiori sono nere con riflessi lucenti. Il petto e l'addome sono di colore castano più o meno scuro, probabilmente a causa dell'usura delle piume. Le parti inferiori, dal petto fino alle sotto-caudali, sono cosparse di piccole strisce scure. Quelle sull'area pettorale sono più visibili e sfumano nel nero della gola. Le strisce sulle cosce appaiono più evidenti perché contrastano su uno sfondo rossiccio più chiaro. La coda è di colore grigio pallido e presenta alcune chiazze, una punta bianca e un'ampia fascia subterminale nera.
Nei giovani, l'intera testa e le parti inferiori variano dal bianco grigiastro al camoscio-crema, ad eccezione della cresta, che è nerastra. Presentano dei segni scuri sul cappuccio e sulle guance, nonché delle strisce nere sparse sul petto e sui fianchi. Le parti superiori sono di colore grigio-marrone, ma la mantellina è più chiara, con striature scure ed evidenti margini rossicci che diventano più visibili sulle copritrici alari. La coda è grigio-brunastra con piccole macchie bianche, tre sottili barre nerastre e una banda subterminale nera più ampia. Gli esemplari del secondo anno hanno le parti superiori, sia la mantellina che le ali, più scure, ma la parte bassa del dorso è ancora di colore grigio-marrone e la coda mantiene il suo colore giovanile. I lati della testa, il petto e i fianchi sono più fortemente striati. Gli esemplari del terzo anno hanno le parti superiori più o meno nere. La testa e la cresta sono striate di camoscio e le ali grigio-marroni sono più macchiate. Le parti inferiori bianche sono infiltrate di rossiccio. La coda conserva per lo più lo stesso aspetto di quella dei giovani. Gli uccelli del quarto anno sono molto simili agli adulti, ma presentano ancora strisce crema o camoscio sulla faccia. Alcune piume residue dell'età immatura sono conservate sul dorso e sulle ali. La gola è bianca e le parti inferiori rossicce sono più chiare di quelle dei genitori.
Gli adulti hanno l'iride giallo-arancio, la cera color corno-giallastro e i piedi gialli. Durante i primi mesi, i giovani hanno gli occhi grigio-blu che diventano di colore bruno-giallastro fino all'età adulta.

### Voce
Le aquile dal ciuffo nere e castane sono generalmente silenziose, anche durante la maggior parte della stagione di nidificazione. Il grido di contatto tra i membri della coppia, quando sono appollaiati, è un dolce fischio ko-wee-oh che viene utilizzato anche dalla femmina quando il suo compagno arriva con il cibo e dai pulcini quando reclamano il nutrimento. Durante le parate aeree o anche quando sono appollaiate, emettono un potente trillo klee-klee-klee-kloeee-kloeee-kulee.
Questo trillo viene emesso anche dai giovani che hanno lasciato il nido da poco.

## Biologia

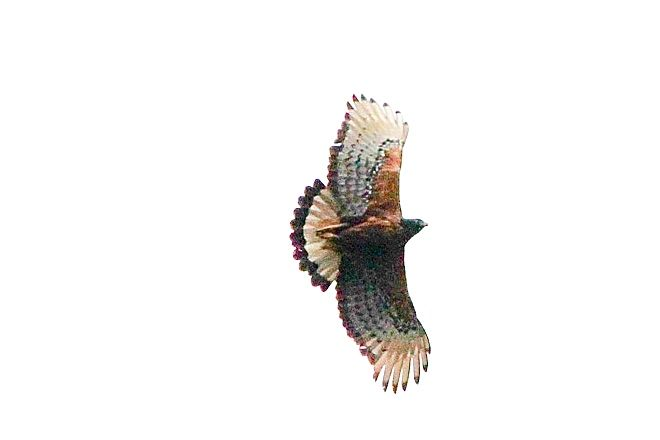
Un adulto in volo.

Le aquile dal ciuffo nere e castane vivono da sole o in coppia. Spesso planano in volo, ma non vi è alcuna descrizione di parate aeree. Questi uccelli si riconoscono spesso dal loro atteggiamento molto caratteristico, specialmente dalla cresta, tenuta sempre eretta tranne quando sono stressate o eccitate. La cresta viene spesso tenuta sollevata anche in volo. Le aquile dal ciuffo nere e castane sono creature molto attive, riposano raramente, ma quando sono appollaiate adottano una postura molto rigida sulla cima agli alberi, su un ramo esposto o su un ceppo. In questa posizione, le punte delle ali abbassate arrivano più in basso rispetto all'estremità della coda.
Questi rapaci sono sedentari, ma i giovani e gli immaturi sono spesso erratici.

### Alimentazione
Secondo numerose testimonianze, le aquile dal ciuffo nere e castane catturerebbero principalmente scoiattoli, che riportano al nido durante il primo o il secondo mese dopo la schiusa delle uova. Gli immaturi si nutrono principalmente di pulcini. A parte queste poche nozioni, non sappiamo molto altro sulla dieta di questi volatili, a parte quanto viene affermato dalle popolazioni locali. Secondo queste fonti moderatamente affidabili, le aquile nerocastane mangerebbero scimmie lanose (Lagothrix), bradipi didattili (Choloepus), istrici arboricoli, coati e altri piccoli mammiferi che vivono principalmente sugli alberi. Catturerebbero anche penelopi (cracidi) e altri uccelli di dimensioni abbastanza grandi. Il notevole sviluppo dei potenti artigli indica che questi predatori cacciano soprattutto tra le chiome degli alberi. In alcuni casi, questi temibili rapaci prendono di mira i pollai, trasformandosi così in predatori terrestri. Con il tempo le timoniere dei maschi tendono a consumarsi, probabilmente perché inseguono le prede attraverso la fitta boscaglia.

### Riproduzione
Il ciclo di riproduzione è piuttosto lungo. In Colombia e in Bolivia, la costruzione dei nidi ha luogo nei mesi di febbraio e marzo, le uova vengono deposte in aprile-maggio e i giovani si involano in agosto e settembre. I versanti delle montagne rivolti verso est sono spesso preferiti, in quanto su di essi alle ore di sole del mattino seguono le brume e le precipitazioni pomeridiane. La coppia costruisce con pezzi di legno un nido voluminoso che può misurare fino a due metri di diametro e un metro di profondità. Questo viene decorato con foglie verdi ed è posto a 20 metri di altezza dal suolo sulla biforcazione di una grande quercia, su una cannella di Magellano (Drimys winteri), più comunemente chiamata canelo, o su un altro tipo di albero che svetta sul resto della volta adiacente. A volte, i rami esterni dell'albero che ospita il nido si affacciano su un burrone profondo più di 50 metri. In questo caso, si tratta spesso di un albero isolato.
La covata comprende una o due uova, la cui durata di incubazione è sconosciuta. Dopo 3 o 4 mesi di soggiorno nel nido, spesso giunge all'involo un unico piccolo.

## Distribuzione e habitat
Le aquile dal ciuffo nere e castane frequentano le fitte e umide foreste di montagna, sia della zona subtropicale che di quella temperata. Talvolta si spingono anche nella zona tropicale. Questi uccelli generalmente preferiscono le alte pendici delle valli rivolte ad est. Si stabiliscono nella bassa volta delle querce o nei boschetti di cecropia. Amano le regioni accidentate la cui superficie è interrotta dalla presenza di gole o piccoli burroni. Non si spingono al di là della linea degli alberi e in alcuni luoghi si possono trovare anche nelle regioni collinari ai piedi delle catene montuose. Ormai, le aquile dal ciuffo nere e castane sono costrette a insediare il proprio territorio in zone boschive che hanno subito cambiamenti significativi a seguito del diradamento degli alberi. Questi rapaci si possono avvistare tra i 150 e i 3400 metri di altitudine, ma si incontrano raramente al di sotto dei 600 metri. Nidificano quasi esclusivamente tra 1800 e 2500 metri.
Le aquile dal ciuffo nere e castane sono originarie delle regioni nord-occidentali dell'America meridionale. Il loro areale si estende attraverso le asperità montuose della Colombia nord-orientale e del Venezuela nord-occidentale (Sierra Nevada de Santa Marta, Serranía de Perijá, Sierra Nevada de Mérida), prosegue lungo le Ande della Colombia e dell'Ecuador, attraverso l'estremità nord-occidentale del Perù e le pendici orientali delle Ande del Perù, e giunge fino alla Bolivia e all'Argentina nord-occidentale (Jujuy, Tucumán). Questa specie è considerata monotipica, e pertanto non è suddivisa in sottospecie.

## Conservazione
Nonostante la sua area di diffusione si estenda su oltre 6000 chilometri di cordigliera, questa specie è ormai considerata come localizzata o rara in tutte le regioni che abita. Non esistono informazioni riguardanti la distanza tra i nidi, ma la densità di popolazione viene stimata a circa una coppia ogni 50 chilometri: se questo fosse vero, la popolazione complessiva sarebbe costituita da appena 240 adulti. Tenuto conto delle dimensioni del territorio occupato (469.000 km²), questa cifra sembra essere sottovalutata e la popolazione complessiva dovrebbe essere costituita da alcune migliaia di individui. Le aquile dal ciuffo nere e castane nidificano per un breve periodo di tempo anche in Argentina, nella provincia di Jujuy. Sebbene non si posseggano informazioni esaustive, possiamo affermare che la specie è chiaramente «in pericolo» (Endangered), classificazione confermata da Birdlife.